# Lubiatów (powiat krośnieński)
Lubiatów (niem. Liebthal) – wieś w Polsce, położona na Wysoczyźnie Czerwieńskiej w województwie lubuskim, w powiecie krośnieńskim, w gminie Dąbie.
W latach 1975–1998 miejscowość należała administracyjnie do województwa zielonogórskiego.
Przez wieś przebiega droga wojewódzka nr 288.

## Historia
Wieś położona na południe od Dąbia, przy drodze nr 288. Pierwsze wzmianki o Lubiatowie pochodzą z roku 1305. Prawdopodobnie założono ją podczas trzynastowiecznej kolonizacji. Mieli tu swoje dobra w XIV wieku członkowie rodu Blombergów. Jeszcze na początku XX wieku baronowie von Blomberg byli właścicielami Lubiatowa. Majątek posiadała tutaj również około 1600 roku rodzina von Löben.

## Zabytki

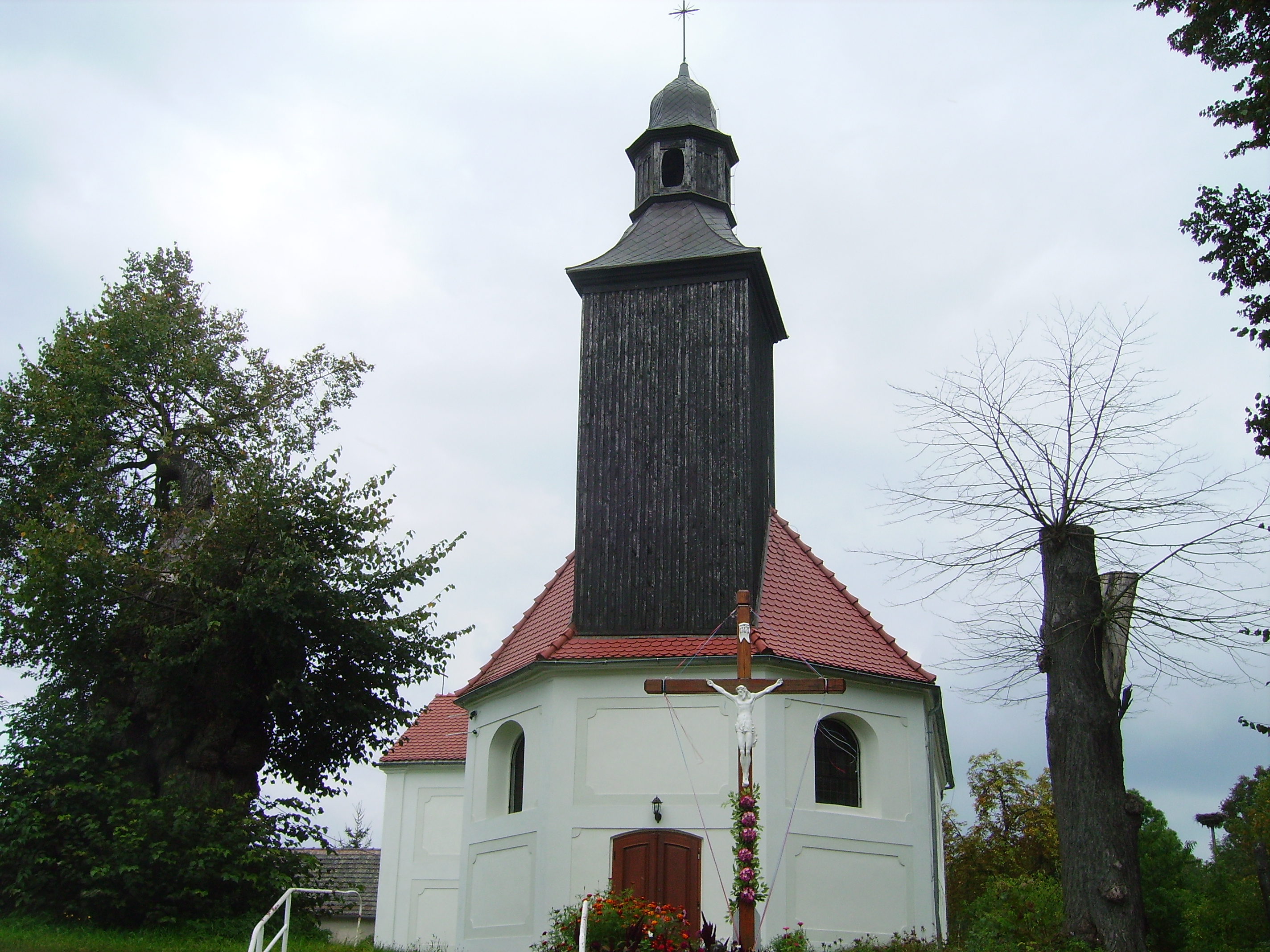
Kościół filialny pod wezwaniem Matki Bożej Częstochowskiej z 1745 roku

Do wojewódzkiego rejestru zabytków wpisany jest:
- kościół filialny pod wezwaniem Matki Bożej Częstochowskiej z 1745 roku[4]. Kościół barokowy, wzniesiony w 1745 roku, murowany z cegły i kamienia[4]. W 1818 r. stuleciu został rozbudowany o kruchtę[7] i zakrystię[4]. Nad całością góruje drewniana barokowa wieżyczka, którą wieńczy hełm i latarnia. W 1946 świątynia po poświęceniu przez katolików była kilkakrotnie remontowana[8]. W północno-zachodniej przybudówce przetrwała stolarka okienna z drugiej połowy XIX wieku[4]

inne zabytki:
- 500-letnia lipa drobnolistna o obwodzie 600 cm rośnie na przykościelnym placu.